# Joachim J. Krause
Joachim J. Krause (* 1978 in Filderstadt) ist ein deutscher evangelischer Theologe.

## Leben
Er studierte von 2000 bis 2004 evangelische Theologie an der Humboldt-Universität zu Berlin sowie Politologie und politische Philosophie an der FU Berlin, von 2004 bis 2005 Bibelwissenschaften und semitische Sprachen an der Hebräischen Universität Jerusalem, und von 2005 bis 2007 evangelische Theologie an der Universität Tübingen. Er wurde 2013 in Tübingen promoviert. Von 2012 bis 2015 absolvierte er Vikariat und Pfarrdienst an der Christuskirche Stuttgart und in Nürtingen. Seit 2021 ist er Universitätsprofessor für Literaturgeschichte des Alten Testaments an der Evangelisch-Theologischen Fakultät in Bochum.
Seine Arbeitsschwerpunkte sind Literaturgeschichte von Pentateuch und Vorderen Propheten, Theologie des Alten Testaments und das Buch Amos.

## Schriften (Auswahl)
- Exodus und Eisodus. Komposition und Theologie von Josua 1–5. Leiden 2014, ISBN 978-90-04-26778-7.
- Die Bedingungen des Bundes. Studien zur konditionalen Struktur alttestamentlicher Bundeskonzeptionen. Tübingen 2020, ISBN 3-16-159132-1.